# Samoa Broadcasting Corporation
La Corporación de Radiodifusión Samoana (SBC, Samoa Broadcasting Corporation) es el ente de radiodifusión del Estado independiente de Samoa. Sus oficinas centrales se ubican en Mulinu'u, Apia. La SBC fue creada mediante una resolución parlamentaria en 2003, reemplazando al antiguo Departamento de Radiodifusión de Samoa Occidental (Western Samoa Broadcasting Department).
Este ente gubernamental incluye los organismos de radio (Radio 2AP) y televisión (Televise Samoa). 

## SBC Radio 1 y SBC FM
SBC Radio 1 (ex Radio 2AP), emite en amplitud modulada (540 kHz) noticias, programas de debate, entretenimiento, música y variados contenidos en idioma samoano. Además de abarcar todo el territorio samoano, se puede sintonizar sin problemas en Niue, Tokelau, y varios correos electrónicos de samoanos en Alaska comentan que también reciben la señal sin ningún problema. La estación de radio es la elección en muchos hogares, tanto de Samoa como de Samoa Americana.
El Complejo de Radio de la SBC, ubicado en Mulinu'u, alberga todas las operaciones de Radio 1, encontrándose junto a los estudios de televisión. La SBC también posee una estación en frecuencia modulada, SBC FM (88.1 FM), la cual entrega noticias, entretenimiento y música en inglés. Esta radioemisora se ubica dentro de los estudios de SBC Televisión.

## SBC Television
SBC Television (ex Televise Samoa), alcanza un 95% de cobertura en Samoa, siendo bloqueada solo por montañas en Uafato, Fagaloa. SBC TV 1 es la televisora nacional del país, transmitiendo normalmente desde las 6 de la mañana hasta la medianoche. Usualmente, transmite noticias y entretención de carácter local, además de noticias provenientes de la TVNZ de Nueva Zelanda y distintos programas tanto de la BBC como de la ABC de Australia durante las mañanas y las tardes de los fines de semana. Además de la financiación que la televisora recibe del gobierno samoano, la SBC también recibe ingresos por concepto de publicidad.

## Programación
Cabe destacar que la programación de la SBC nunca comienza a la hora señalada. El contenido de la programación es de un 45% de producciones locales, mientras que el resto provienen del extranjero. La televisión transmite en samoano e inglés.